# Vasili Tsjoejkov

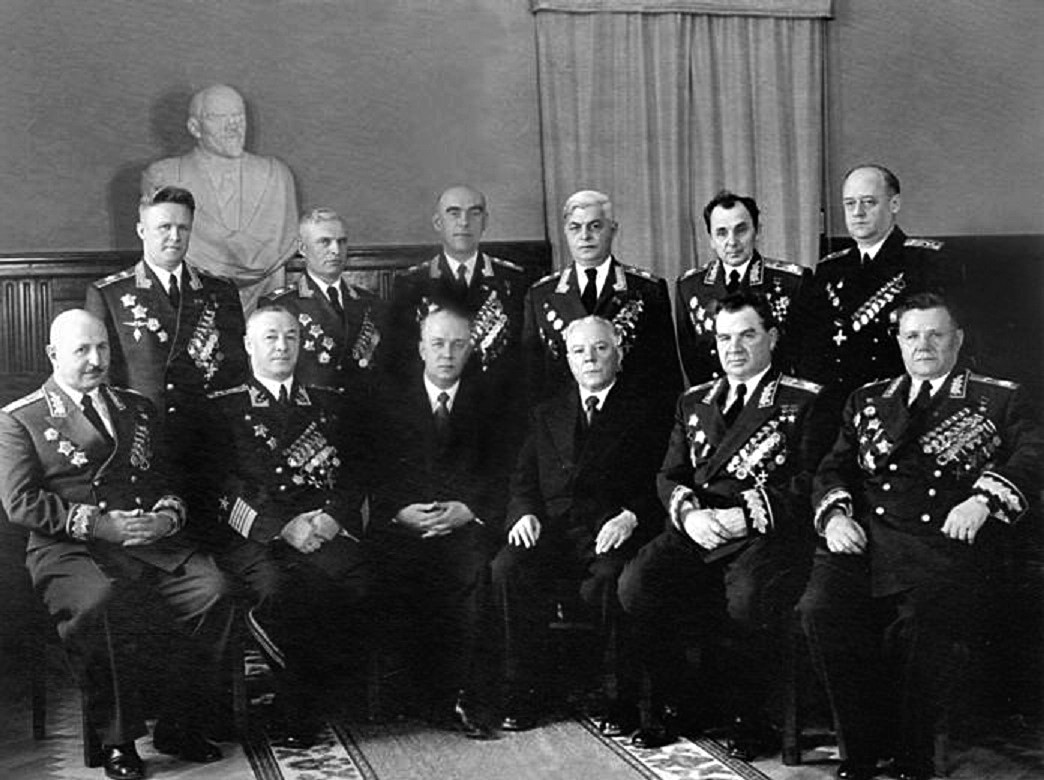
Uitreiking van maarschalksterren in het Kremlin in 1955. Van links naar rechts: zittend: Ivan Bagramjan, Nikolaj Koeznetsov, Nikolaj Pegov, Kliment Vorosjilov, Vasili Tsjoejkov, Andrej Jerjomenko, staand: Sergej Roedenko, Vasili Kazakov, Vladimir Soedets, Sergej Varentsov, Kirill Moskalenko, Ivan Isakov.

Vasili Ivanovitsj Tsjoejkov (Russisch: Василий Иванович Чуйков) (Serebrjanyje Proedy, oblast Moskou, 12 februari 1900 – Moskou, 18 maart 1982) was een luitenant-generaal in het Rode Leger van de Sovjet-Unie tijdens de Tweede Wereldoorlog. Hij kreeg twee keer de eretitel Held van de Sovjet-Unie (1944, 1945) en werd na de oorlog maarschalk van de Sovjet-Unie.
Tsjoejkov groeide op in een burgerfamilie en werd lid van het Rode Leger tijdens de Russische Revolutie. Later studeerde hij aan de prominente Militaire Academie M.V. Froenze. Tsjoejkov diende in Sovjetdienst in oostelijk Polen in 1939 en vocht in de Finse Oorlog van 1940. Hij werd toen naar China gestuurd als adviseur van Chiang Kai-shek. In mei 1942 kreeg hij het bevel over het 62e Leger bij de Slag om Stalingrad. Als blijk van waardering voor het optreden bij Stalingrad kreeg het 62e Leger na de overwinning van het Rode Leger de status van Gardeleger (het 8e). Tsjoejkov bleef bevelhebber. Tsjoejkov leidde het 8e Gardeleger tijdens de gevechten op Wit-Russisch grondgebied en de doortocht naar Polen, waar hij onder meer de Vesting Poznań veroverde gedurende het Wisła-Oderoffensief. Ten slotte nam hij, onder Zjoekov, deel aan het Sovjetoffensief dat Berlijn in april 1945 veroverde.
Nadat de oorlog was afgelopen bleef Tsjoejkov in Duitsland en diende van 1949 tot 1953 als opperbevelhebber van de Groep van Sovjetstrijdkrachten. Daarna werd hij bevelhebber van het militair district Kiev. Tijdens zijn dienst op die post, werd hij op 11 maart 1955 bevorderd tot maarschalk van de Sovjet-Unie. Van 1960 tot 1964 was hij de opperbevelhebber van de landmacht van het Rode Leger. Hij diende ook als leider van de burgerbescherming vanaf 1961 tot zijn pensionering in 1972. Vanaf 1961 tot zijn dood was hij lid van het Centraal Comité van de Communistische Partij van de Sovjet-Unie.
Hij was een belangrijke adviseur voor het ontwerp van het gedenkteken ter ere van de Slag om Stalingrad op Mamajev Koergan, en werd daar begraven na zijn dood. Hij was de eerste Sovjetmaarschalk die buiten Moskou werd begraven.

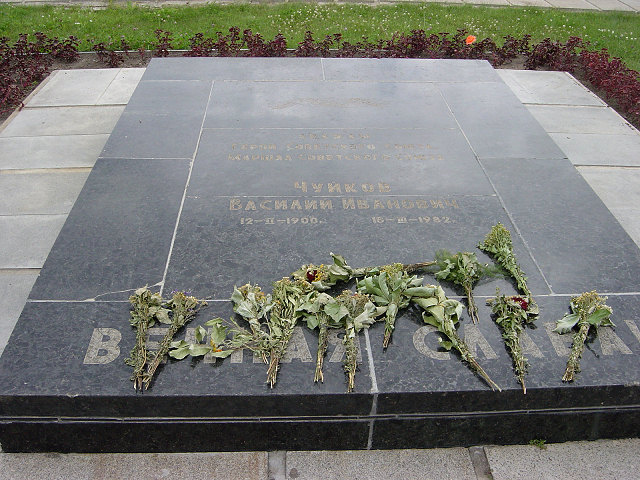
Het graf van Tsoejkov in Stalingrad

- Bibsys: 90236221
- Bibliothèque nationale de France: cb15591615h (data)
- CiNii: DA01256724
- Gemeinsame Normdatei: 118666266
- International Standard Name Identifier: 0000 0001 0797 3153
- Library of Congress Control Number: n84089965
- Nationale Bibliotheek van Letland: 000153068
- Bibliotheek van het Japanse parlement: 00435998
- Nationale Bibliotheek van Tsjechië: jx20040722010
- Nationale bibliotheek van Australië: 35265548
- Nationale Bibliotheek van Israël: 987007308762005171
- Nationale Bibliotheek van Polen: a0000001185245
- Nationale en Universitaire bibliotheek Zagreb: 000191472
- Nederlandse Thesaurus van Auteursnamen: 073922633
- Réseau des bibliothèques de Suisse occidentale: 02-A013509598
- Istituto Centrale per il Catalogo Unico: DDSV267284
- LIBRIS: 105468
- Système universitaire de documentation: 081359470
- Trove: 888934
- Virtual International Authority File: 108865342
- WorldCat: E39PBJh8VDfXYbcmp368dv3xXd